# Saltar la escoba

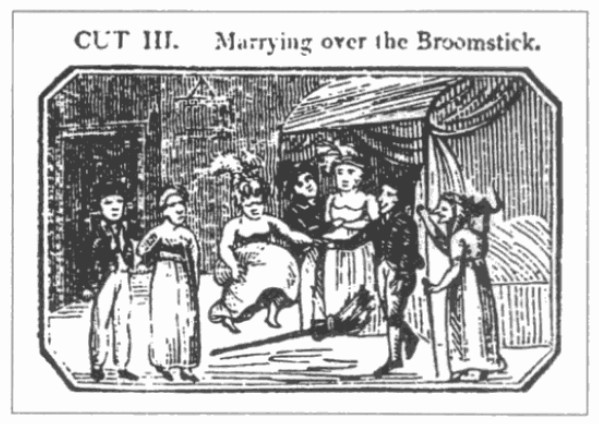
"Casarse sobre el palo de la escoba", ilustración de 1822 de James Catnach.

Saltar la escoba (o saltar sobre el palo de la escoba o casarse por encima de la escoba) es una frase y costumbre anglosajona relacionada con una ceremonia de boda informal en la que la pareja salta sobre una escoba como símbolo de su vínculo. Se ha sugerido que la costumbre se basa en una expresión idiomática del siglo XVIII para indicar un "matrimonio falso" o "matrimonio de dudosa validez"; se popularizó en el contexto de la introducción del matrimonio civil en Gran Bretaña con la Ley de Matrimonio de 1836.
También ha habido sugerencias de que la expresión puede derivar de una costumbre real de saltar sobre una "escoba" (donde "escoba" se refiere a la planta escoba común en lugar del implemento doméstico) antiguamente asociada con los gitanos errantes del Reino Unido, especialmente los de Gales.
La costumbre de una pareja que se casa literalmente saltando sobre una escoba ahora está más extendida entre los afroamericanos y los canadienses negros, popularizada en la década de 1970 por la novela y la miniserie televisiva Raíces, pero que se originó a mediados del siglo XIX como una práctica en la esclavitud anterior a la guerra de Secesión. La costumbre también está atestiguada históricamente en algunas bodas irlandesas.

## Como expresión de "matrimonio irregular"
Las primeras referencias a los "matrimonios con palos de escoba" surgieron en Inglaterra a finales del siglo XVIII, siempre para describir una ceremonia nupcial de dudosa validez. El primer uso de la frase se encuentra en la edición en inglés de 1764 de una obra francesa: el texto francés, que describe una fuga, se refiere a la pareja fugitiva que se apresura a hacer un mariage sur la croix de l'épée (literalmente, 'matrimonio en la cruz de la espada'), una expresión que el traductor inglés tradujo libremente como 'realizó la ceremonia de matrimonio saltando sobre un palo de escoba'.
Un uso de 1774 en el Westminster Magazine también describe una fuga. Un hombre que se había llevado a su novia menor de edad a Francia descubrió que allí era tan difícil concertar un matrimonio legal como en Inglaterra, pero rechazó la sugerencia de que un sacristán francés simplemente leyera el servicio matrimonial ante la pareja porque "no tenía ninguna inclinación hacia un matrimonio con palo de escoba". En 1789, el rumoreado matrimonio clandestino entre el Príncipe Regente y María Fitzherbert se menciona de manera similar en una canción satírica de The Times: "Su forma de consumación fue saltando sobre una escoba, señor".
A pesar de estas alusiones, la investigación del historiador legal profesor R. Probert de la Universidad de Warwick no ha podido encontrar ninguna prueba de una práctica contemporánea real de saltar sobre una escoba como signo de unión informal. Probert también señala que la palabra palo de escoba se usó a mediados del siglo XVIII en varios contextos para significar "algo sucedáneo, o que carecía de la autoridad que podría poseer su verdadero equivalente". Por lo tanto, argumenta que debido a que la expresión "matrimonio con palo de escoba", que significa "matrimonio falso", estaba en circulación, la etimología popular llevó a la creencia de que las personas en realidad alguna vez llegaron a celebrar un matrimonio irregular saltando sobre una escoba. El historiador estadounidense Tyler D. Parry cuestiona la afirmación de que ninguna parte real de la costumbre británica implicaba saltar. En su libro Jumping the Broom: The Surprising Multicultural Origins of a Black Wedding Ritual, Parry argumenta que los afroamericanos y los estadounidenses de origen británico participaron en numerosos intercambios culturales durante los siglos XVIII y XIX. Muestra muchas correlaciones entre las ceremonias de los afroamericanos esclavizados y las de los británicos rurales, afirmando que no es simplemente una coincidencia que dos grupos, separados por un océano, usaran formas matrimoniales similares que giran alrededor de la escoba. Si los practicantes británicos nunca usaron un salto físico, Parry se pregunta cómo es que los estadounidenses de origen europeo y los afroamericanos esclavizados en el sur de Estados Unidos y en las zonas rurales de América del Norte se enteraron de la costumbre.
Hay ejemplos posteriores del uso del término "matrimonio con palo de escoba" en Gran Bretaña, siempre con una implicación similar de que la ceremonia así realizada no creaba una unión legalmente vinculante. Este significado sobrevivió hasta principios del siglo XIX: durante un caso presentado en Londres en 1824 sobre la validez legal de una ceremonia de matrimonio que consistía nada más que en que el novio colocaba un anillo en el dedo de la novia ante los testigos, un funcionario de la corte comentó que la ceremonia "ascendió a nada más que un matrimonio de palo de escoba, que las partes tenían el poder de disolver a voluntad".
Una década más tarde, la Ley de Matrimonio de 1836, que introdujo el matrimonio civil, fue denominada con desdén como la 'Ley de Matrimonio de Palo de Escoba' por aquellos que sentían que un matrimonio fuera de la iglesia anglicana no merecía reconocimiento legal. Algunos también comenzaron a usar la frase para referirse a las uniones no maritales: un hombre entrevistado en London Labor and the London Poor de Mayhew admitió: "Nunca tuve una esposa, pero tuve dos o tres partidos con palos de escoba, aunque nunca resultaron felices." 
Se decía que los hojalateros tenían una costumbre de matrimonio similar llamada "saltar el presupuesto", con la novia y el novio saltando sobre una cuerda u otro obstáculo simbólico.
La novela de Charles Dickens, Grandes esperanzas (publicada por primera vez en forma de serie en la publicación All the Year Round desde el 1 de diciembre de 1860 hasta agosto de 1861), contiene una referencia en el capítulo 48 a una pareja que se casó "sobre el palo de la escoba". La ceremonia no se representa, pero la referencia indica que los lectores habrían reconocido que esto se refería a un acuerdo informal, no legalmente válido.
A menudo se ha asumido que, en Inglaterra, saltar sobre la escoba (o, a veces, caminar sobre la escoba), siempre indicaba una unión irregular o no eclesiástica (como en las expresiones "Married over the besom " y "living over the brush" ), pero hay ejemplos de uso de la frase en el contexto de matrimonios legales, tanto religiosos como civiles.
Otras fuentes aluden a pasar por encima de una escoba como prueba de castidad, mientras que también se dice que sacar una escoba era una señal de "que el lugar del ama de casa está vacante" y, por lo tanto, una forma de anunciar una esposa.
Al contrario que en las islas británicas, en Estados Unidos y Canadá, la frase se usaba para describir el acto de casarse legalmente, en lugar de aludir a una unión informal no reconocida por la iglesia o el estado.

## Costumbres romaníes británicas
En Gales, las parejas  gitanas o romaníes se casaban tras una fuga, cuando "saltaban la escoba", o saltaban sobre una rama de escoba común en flor o una escoba hecha de escoba en flor. Los gitanos británicos y de Escocia practicaron el ritual hasta el siglo XX.
Según Alan Dundes (1996), la costumbre se originó entre los gitanos de Gales (Welsh Kale) e Inglaterra (Romanichal).
CW Sullivan III (1997) en una respuesta a Dundes argumentó que la costumbre se originó entre los propios galeses, conocida como priodas coes ysgub ("boda de la escoba"). La fuente de Sullivan es la folclorista galesa Gwenith Gwynn (alias W. Rhys Jones), quien asumió que la costumbre habría existido alguna vez sobre la base de conversaciones con ancianos galeses durante la década de 1920, ninguno de los cuales había visto tal práctica. Uno había afirmado que "Debe haber desaparecido antes de que yo naciera y tengo setenta y tres". La datación de Gwynn de la costumbre en el siglo XVIII se basó en la suposición de que debe haber desaparecido antes de que nacieran estos ancianos entrevistados, y en su lectura errónea del registro de bautismo de la parroquia de Llansantffraid Glyn Ceiriog.
Se desarrollaron variaciones locales de la costumbre en diferentes partes de la Inglaterra y Gales rurales. En lugar de colocar la escoba en el suelo y saltar juntos, la escoba también podía colocarse en ángulo junto a la entrada. El novio saltaba primero, seguido de la novia. En el suroeste de Inglaterra, en Gales y en las zonas fronterizas entre Escocia e Inglaterra, "[mientras que algunas] parejas... acordaron casarse verbalmente, sin intercambiar contratos legales[,]... [o]tros saltaban sobre palos de escoba colocados en sus umbrales para oficializar su unión y crear nuevos hogares", indicando que las bodas sin contrato y saltar sobre la escoba eran diferentes tipos de matrimonio.

## Costumbre afroamericana y canadiense negra

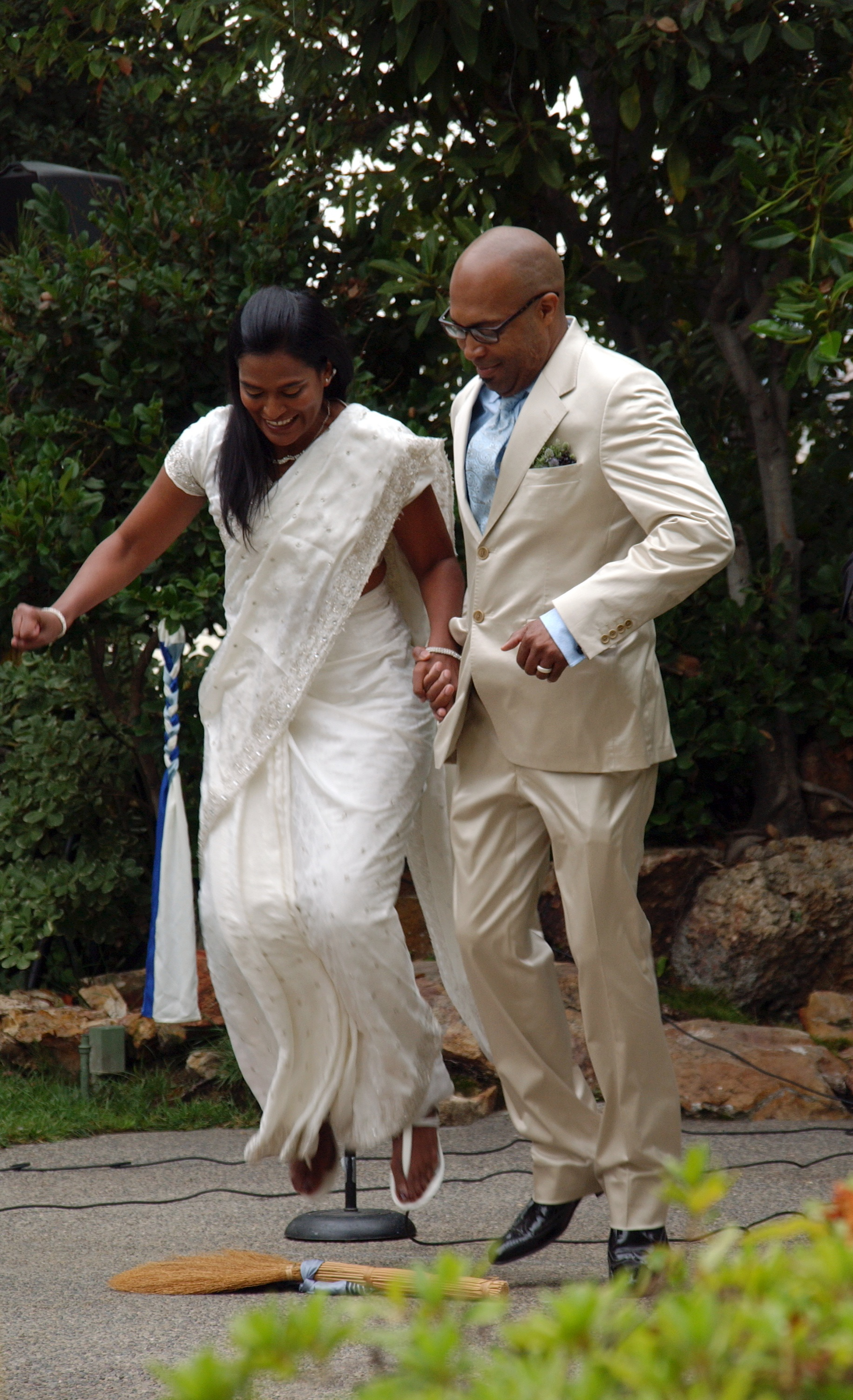
Una boda en 2011 en California.

En algunas comunidades afroamericanas y canadienses negras, las parejas que se casan terminan su ceremonia saltando sobre una escoba, ya sea juntos o por separado. Esta práctica está bien atestiguada como ceremonia de matrimonio para personas esclavizadas en el sur de los Estados Unidos en las décadas de 1840 y 1850, a quienes a menudo no se les permitía casarse legalmente. Su renacimiento en la cultura afroamericana y canadiense negra desde finales del siglo XX se debe a la novela y la miniserie Raíces (1976, 1977).
Alan Dundes (1996) señala el desarrollo inusual de cómo "una costumbre que los esclavos fueron obligados a observar por sus amos blancos ha sido revivida un siglo después por los afroamericanos como una tradición atesorada".
Ha habido especulaciones ocasionales en el sentido de que la costumbre pudiera tener orígenes en África occidental, pero no hay evidencia directa de esto, aunque Dundes señala una costumbre de Ghana donde se agitaban escobas sobre las cabezas de los recién casados y sus padres. Entre los africanos del sur, que en gran medida no formaron parte del comercio atlántico de esclavos, representaba el compromiso o la voluntad de la esposa de limpiar el patio del nuevo hogar al que se había unido. Como argumenta el historiador Tyler D. Parry en Jumping the Broom: The Surprising Multicultural Origins of a Black Wedding Ritual, la conexión ghanesa es un caso débil de sus posibles orígenes, especialmente considerando que el ritual utilizado por los esclavos tiene muchas más similitudes con la costumbre de las islas británicas. Parry argumenta que, a pesar de la animosidad racial que caracterizó al sur de los EE. UU. en el siglo XIX, los sureños blancos pobres (muchos de ellos descendientes de personas que usaron formas irregulares de matrimonio en Gran Bretaña) y los afroamericanos esclavizados intercambiaron retazos de sus culturas entre sí en tasas superiores a las comúnmente reconocidas.
Los esclavistas se enfrentaron a un dilema con respecto a las relaciones formales entre las personas esclavizadas. Si bien cierta estabilidad familiar podría ser deseable para ayudar a mantener a los esclavos dóciles y pacíficos, cualquier cosa que se acercara a un matrimonio legal no lo era. El matrimonio otorgaba a una pareja derechos mutuos que entraban en conflicto con los reclamos de los esclavistas. La mayoría de los matrimonios entre negros esclavizados no fueron reconocidos legalmente durante la esclavitud estadounidense, ya que en la ley el matrimonio se consideraba un contrato civil y los contratos civiles requerían el consentimiento de personas libres. En ausencia de cualquier reconocimiento legal, la comunidad esclavizada desarrolló sus propios métodos para distinguir entre uniones comprometidas y casuales. El salto ceremonial de la escoba sirvió entonces como una declaración abierta de formar una unión de tipo matrimonial. Saltar la escoba siempre se hacía ante testigos como un anuncio ceremonial público de que una pareja se había "casado" lo más cerca posible de lo permitido.
El ritual desapareció cuando los negros fueron libres de casarse legalmente al abolirse la esclavitud en Estados Unidos. La práctica sobrevivió en algunas comunidades, y la frase "saltar la escoba" quedó como sinónimo de "casarse", incluso si la pareja no saltaba literalmente una escoba. Sin embargo, a pesar de su continuidad a menor escala en ciertas áreas rurales de los Estados Unidos (entre comunidades blancas y negras), conoció un resurgimiento entre los afroamericanos después de la publicación de la novela de Alex Haley Raíces. Danita Rountree Green describe la costumbre afroamericana tal como era a principios de la década de 1990 en su libro Broom Jumping: A Celebration of Love (1992).

## En la cultura popular
La cantautora estadounidense Brenda Lee lanzó la canción rockabilly "Let's Jump the Broomstick" en Decca Records en 1959. A través de su asociación con Gales y la asociación popular de la escoba con las brujas, la costumbre también ha sido adoptada por algunos wiccanos.
El 6 de mayo de 2011 se estrenó una película titulada Jumping the Broom, protagonizada por Paula Patton y Laz Alonso y dirigida por Salim Akil.
En la miniserie clásica de televisión de 1977 Raíces, Kunta Kinte/"Toby" (interpretado por John Amos como Kunta Kinte adulto) celebran una ceremonia de matrimonio en la que él y Belle (interpretada por Madge Sinclair) saltan la escoba. Esto también aparece en el episodio 2 de la nueva versión de la miniserie de 2016, donde Kunta Kinte se pregunta si es una práctica que realmente se originó en África.
En la película de 2016 El nacimiento de una nación, se ve a una pareja prometida saltando la escoba.
En un episodio de The Originals (Episodio 13 "The Devil is Damned"), los clanes/familias de hombres lobo utilizan la costumbre, lo que les da a Hayley y Jackson la oportunidad de acostarse antes de la boda al no poder esperar para la consumación.
En un episodio de Homicide: Life on the Street (Episodio 21 "La boda"), 1996, Meldrick Lewis (Clark Johnson) hace referencia a esta tradición a los miembros de la división de homicidios.
En The Best Man (1999), Lance (Morris Chestnut) y Mia (Monica Calhoun) saltan sobre la escoba después de casarse.
En un episodio de This Is Us (Episodio 16 "R & B"), se muestra a los personajes de Randal y Beth saltando la escoba mientras caminan por el pasillo después de la ceremonia de su boda en un flashback.
En un episodio de Grey's Anatomy (Episodio 10 "Cosas que dijimos hoy"), Miranda Bailey y Ben Warren saltan sobre una escoba al final de su ceremonia de boda.
La costumbre ha sido mencionada dos veces por el dúo de rap Outkast: en "Call the Law" en su álbum de 2006 Idlewild y en la canción de 2007 " International Players Anthem (I Choose You)".
En un episodio de 2020 de Married at First Sight, la pareja Amani y Woody saltan la escoba al final de su boda.
La obra de Broadway The Piano Lesson de August Wilson contiene una referencia en el primer acto en la que un personaje, Doaker, señala una particular talla de su historia familiar durante la esclavitud impresa en el piano epónimo del título y dice: "¿Ves eso? Fue entonces cuando él y Mama Berniece se casaron. Lo llamaban saltar la escoba. Así es como te casabas en esos días".
La cantante y productora estadounidense Victoria Monét menciona la costumbre en su canción "FUCK" de 2021.
En un episodio de 2022 de Love Is Blind, la pareja Jarette e Iyanna saltan la escoba al final de su boda.
En el episodio 3 de la serie From Scratch (Netflix, 2022), los protagonistas (ella afroamericana y él siciliano) saltan la escoba en su boda, según la costumbre de la familia de ella.